# Adolf Bouwmeester
Adolf Bouwmeester, Gent 9 oktober 1889 – Amsterdam 15 december 1959, was een Nederlandse acteur.

## Levensloop
De ouders van Adolf Bouwmeester waren Frits Bouwmeester sr. en Marie Clermont (1860-1922). Hij trouwde in juni 1918 met Catharina Johanna Kluun (1884-1972). De familie Bouwmeester was een familie met veel acteurs en actrices. Adolfs oom Louis Bouwmeester (1842-1925), vader Frits sr. (1848-1906) en zijn broer Frits Bouwmeester jr. (1885-1959) waren eveneens acteur. 
Bouwmeester kreeg van Leopold Teller les aan de toneelschool van Keulen en werkte daarna enige maanden als acteur en regisseur in het Stadttheater in Sankt Gallen. Terug in Nederland speelde Bouwmeester onder andere in de film De vier Mullers uit 1935 de rol van grootvader Philip Muller. Zijn nicht Tilly Bouwmeester (1893-1984), dochter van zijn oom Louis Bouwmeester, had in deze film de rol van Ella, de vrouw van Max Muller. 
Hij deed na de oorlog aan de hoorspelkern mee, waar Willem van Cappellen toentertijd de leiding over had.

## Trivia
Alle nog levende Bouwmeesters waren op zondag 10 november 1940 te horen in het hoorspel Jan Klaasz of de De Gewaande Dienstmaaght, een blijspel van Thomas Asselijn (1620-1701).
- Gemeinsame Normdatei: 1062292383
- Virtual International Authority File: 311705839